# Listi László
Köpcsényi és jánosházai gróf Listi László (Nagyszeben, Erdély, 1628 – Bécs, 1662. február 16.) magyar költő.
A család nevét többféle módon írták: List, Listi, Listh, Listhy, Liszti, Liszty, Listius.

## Élete
Báró Listi Ferenc és Gyulaffi Zsuzsánna (Wesselényi Pál özvegye) fia volt. Édesapja 1630-ban meghalt, ezért nevelését édesanyja intézte. Tanulmányairól nem maradtak fenn pontos adatok, feltehetőleg valamelyik külföldi katolikus egyetemen is tanult.
16 éves korában nagybátyjával és gyámjával, Listius Jánossal együtt hűtlenséggel vádolták meg, amelyért III. Ferdinánd király az összes vagyonát elkobozta, de rövid idő múlva kegyelemben részesült. Ebben az időben családi birtokuk, Köpcsény vára igen népes volt: Liszti Jánosékon kívül ott lakott még Liszti unokatestvérének özvegye, Pirkainer Apollónia is két kis fiával, de mert Liszti János gyámszerepe László nagykorúságával megszűnt, ők átköltöztek Lipcse várába, így Listi János egyedül lett úr Köpcsény várában.
Az ifjú Listi jó viszonyban volt a környékbeli főurakkal, szívesen látták vendégül a vagyonos és igen művelt ifjút. 1645-ben Belatinc várában eljegyezte a gyermekkorból épp kilépett Bánffy Hedviget, gróf Bánffy Kristóf tárnokmester leányát, és a házasság 1646-ban létre is jött. Ő maga állandóan Köpcsényben, ritkán Kabold várában tartózkodott. Javait lehetőleg egy helyben csoportosította, de az eszközök, amelyek segítségével céljait elérte furfangos, ravasz embernek tüntetik fel. Rossz gazda volt, nagy vagyona mellett örökös pénzzavarban szenvedett. Közhivatalt soha nem viselt, a nyilvános életben nem szerepelt, ám mivel közel lakott Bécshez, más főurunkhoz hasonlóan gyakran megfordulhatott az udvarnál. Itt nem állt nagy kegyben, mert soha semmi kitüntetésben nem részesült.
Előszeretettel foglalkozott a tudományokkal, ismerte a görög és római klasszikusokat, a régibb magyar költőket. Kitűnően ismerte a magyar történelmet, tájékozott volt a kor politikai viszonyaiban is. 1651-ben jelent meg Zrínyi Miklós Szigeti veszedelem című munkája, amely felébresztette becsvágyát. Zrínyi példáját követve „csak mulatságul és idő megcsalásul" hozzáfogott a mohácsi veszedelemről való munkájának megírásához. 1653-ban már (neje halála után) második házasságban élt Kecskés Évával (akinek apja, Kecskés János a királyi jövedelmek főpénztárnoka volt). Miután unokaöccsei időközben meghaltak, Listi egyedüli úr volt Köpcsényben és környékén. 1655. június 26-án fiával, Györggyel együtt köpcsényi örökös grófi címet kapott, a bécsi udvarnál mégis mellőzték. Már ekkor híre terjedt kicsapongásainak, amelyeket leplezni próbált.
Unokatestvére, Listi János az 1655. évi országgyűlésen a nádor előtt azzal vádolta meg, hogy feleségét terhesség színlelésére vette rá, majd csalárd módon egy újszülött fiút csempészett az ágyába, s azt most törvényes utódjának nyilvánítja. Listi László panaszt emelt a király előtt, aki a pozsonyi káptalanra bízta az ügy kivizsgálását. Listi János azonban nem tudta bizonyítani állítását, így a veszélyes vádtól elállt, a rokonok ettől kezdve azonban még engesztelhetetlenebbül gyűlölték egymást.
Listi László zseniális módon fordította a maga hasznára a nép babonásságba vetett hitét. Ördögi könyveket másolt, éjszaka misét mondatott az akasztófa alatt, éjfélkor fazekakat ásott el a keresztúton, tele az ördög számára mindenféle étekkel, hogy ezért az ördög neki olyan erszényt adjon, amelyből soha nem fogy ki az arany – legalábbis ezt hitték. Így senkinek sem tűnt fel, hogy teli marokkal szórta az aranyat, ezért híresztelte a nép, hogy az ördöggel cimborál, s kerülték a várát. Elérte célját, nem fürkészte senki a titkos tetteit. Anyja, aki szintén Köpcsényben lakott, gyakran intette fiát, de hasztalan, sőt ezért anyját is meg akarta mérgezni. Az emberek hajmeresztő történeteket kezdtek suttogni gyilkosságokról, méregkeverésről és véres orgiákról. Előbb csak titokban beszéltek a rejtélyes bűntettekről, végül az ország színe előtt vádolták Listit mint gyújtogatót, gyilkost és méregkeverőt. A vádak valósnak bizonyultak. Az 1659. 112. törvénycikk szigorú vizsgálatot rendelt el ellene, ennek alapján Wesselényi nádor Listit „borzalmas cselekedetei" miatt a pozsonyi káptalannál 1661. május 23-ára törvény elé idéztette. 1661. augusztus 25-én írta Vitnyédy Zrínyi Miklósnak Sopronból:
„gróf Listius Lászlót az hamis pénzverésért Ausztriában elfogták és az Rumor mesternél vagyon".
Végül Bécs város tanácsa törvényszékké alakulva december 22-én meghozta ellene az ítéletet: hamis pénz veréséért pallos általi halálra ítéltetett, és összes javait elkobozták a király számára. Gyermekét, akit saját fia és örököse gyanánt nevelt, halála után megfosztották nevétől és örökségétől. Ekkor nagyanyja, Gyulaffy Zsuzsanna vette pártfogásába és Listius névre nemeslevelet szerzett neki, mert addig csak László fiának, Lászlófi Györgynek emlegették. Balsorsa őt is utolérte, mert mint pozsonyi diák egy kocsmában egy lány miatt összeszólalkozott egy patikuslegénnyel, a vita hevében pisztolyt rántott és halálra sebezte a kocsmáros fiát. 1678-ban bebörtönözték, a börtönben egy év múlva öngyilkos lett.

## Munkái

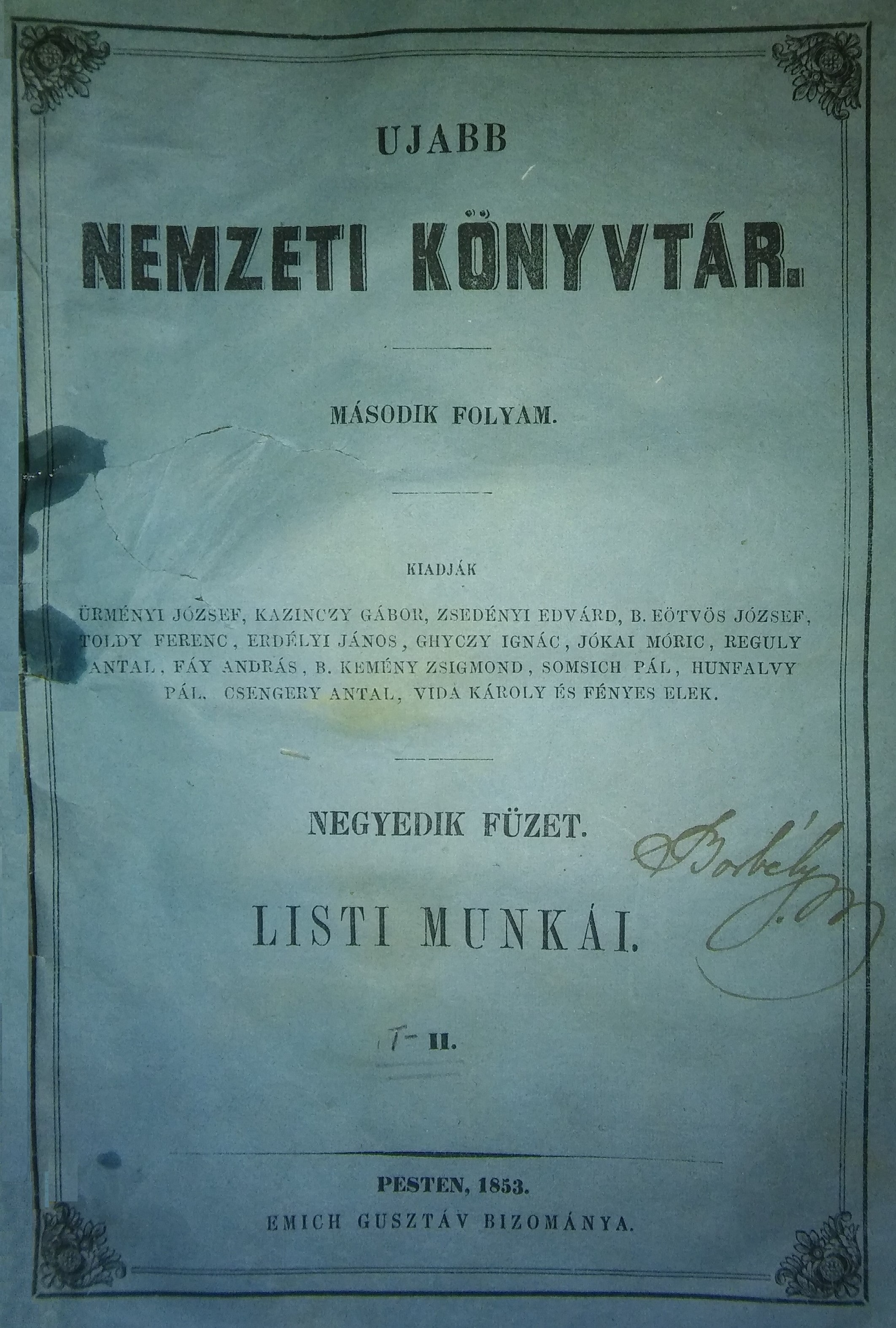
Listi László munkáinak 1853-as kiadása

Verses munkáinak gyüjteményét huszonöt éves korában jelentette meg: Magyar Márs avagy Mohách mezején történt veszedelemnek emlékezete; 2.rét 154 lap és Reges Ungariae ab Anno Christi CDI ad Annum MDCLII. Ungaricis Rhythmis descripti 80 lap. Bécs, 1653
Ennek első részében van a Magyar Márs..., a második rész vallásos és oktató jellegű kisebb verseit tartalmazza. Hozzátartozik: 
Peroratio,
Hunyadi János,
Szilágyi Mihály,
Scythiából kijött magyarok hét kapitányi,
A szerencsének állhatatlanságáról,
A boldogságos szűz Máriához,
Magyarország pátronájához,
A nemes Magyarország czímeréhez,
Lajstrom, melly ez könyvben levő nevezetesebb dolgoknak feltalálására igazít.
A főrangú költő latin szöveg után dolgozott: Brodarics Istvánnak a mohácsi csatáról írt 16. századi krónikáját fordította magyarra úgy, hogy a latin prózai szövegből magyar verses munkát készített. A terjengős elbeszélésbe néhol beleszőtt egy-egy hazafias nyilatkozatot, vallásos sóhajtást vagy más forrásból átvett részletet. Nem törekedett eredetiségre, latin forrásának szövegén alig alakított, Zrínyi Szigeti veszedelmét azonban több helyen utánozta.
Újabb vélemények szerint Mohács-eposzával az volt a célja, hogy harcra buzdítsa saját kortársait a török ellen ("vér bennek buzduljon, törökre tóduljon"), mivel műve megírása idején, az 1650-es évek elején a magyar végeken ismét súlyos összecsapások voltak a törökkel, és az oszmán erők egyre gyakrabban portyáztak magyar területeken, és egyre több falut hódoltattak. Listius a mohácsi csatához felvonult magyar sereget úgy ábrázolja, mintha bátor végvári vitézek lennének; hősökként mutatja be őket. Művének lényege, mozgatója ugyanis a magyar vitézség dicsérete, amely szerinte a magyarság örökletes tulajdonsága; e vitézség a török elleni rendíthetetlen küzdelemben testesül meg az eposzban. Listius szerint ezt a harcias virtust kell "aktivizálniuk"  a magyaroknak, hogy a törököt kiűzzék az országból. Listius emellett a magyar nemesi nacionalizmus szólamait is gyakran hangoztatja művében. Végül – ami szintén fontos jellemző – a jezsuita gimnáziumokban való neveltetése mutatkozik meg abban, hogy többször is beleszövi a művébe a korabeli katolikus múltszemlélet egyes elemeit (István országfelajánlása, Magyarország patrónája, szent királyok, protestánsellenesség).
Érdekessége a tizenhárom részből álló eposznak, hogy a költő nem a műfajban akkoriban szokásos négyes rímű tizenkét szótagos verssorokban (mint például a Szigeti veszedelem), hanem Balassi-strófákban írta. Egyes vélemények szerint azért választotta ezt a versformát, mert művében több helyen is Balassi modorában heroizálja a végvári vitézek életmódját, vitézségét, sőt, ahogy fentebb volt róla szó, a mohácsi csatában harcoló vitézeket is végvári katonákként ábrázolja. Néhányszor tudatosan imitálja is Balassi költészetét, elsősorban a vitézi énekeket.
A magyar királyokról (1653) szóló kisebb történeti költeményeit is latin kútfők nyomán dolgozta ki: ezekben Zsámboky János király-verseihez és Baksay Ábrahám krónikájához igazodott. A középkori magyar királyokról elég száraz közlő modorban szólt, annál hízelgőbben magasztalta a 17. századi Habsburg-királyokat.

### Műveinek kiadásai
- Köpcsényi és jánosházai báró Listi László költői munkái; kiad. Ürményi József; Emich Ny., Pest, 1853 (Újabb nemzeti könyvtár)
- Listi László munkái; bev., életrajz Komáromy András; Franklin, Budapest, 1891 (Olcsó könyvtár)
- Madách Gáspár, egy névtelen, Beniczky Péter, gróf Balassa Bálint, Listius László, Esterházy Pál és Fráter István versei; sajtó alá rend. Varga Imre, Cs. Havas Ágnes, Stoll Béla; Akadémiai, Budapest, 1987 (Régi magyar költők tára, XVII. század)
- Magyar Márs avagy Mohács mezején történt veszedelemnek emlékezete; [szerk. Görög Mása, Krausz Tivadar; Szabad Eklektikus Műhely, Budapest, 2019

## Liszti-problémák
Liszti László személyére és munkáinak forrásaira nézve jó ideig bizonytalan vagy téves utakon járt az irodalomtörténet. Mivel nem hitték, hogy a vallásosságtól mélyen áthatott költő azonos lehet a hírhedt gonosztevővel, egy időben két Listi(us)ról beszéltek és más személyi kombinációkat is forgalomba hoztak. A kérdéseket Komáromy András levéltári kutatásai oldották meg (Listi László élete, Budapest, 1891).
Magyar Márs...ról Toldy Ferenctől kezdve az volt az általános vélemény, hogy a költőiség nélkül való verses krónikának egy érdeme van: a lelkiismeretes történeti nyomozás. A költő történeti nyomozásának érdemtelenségére Pintér Jenő mutatott rá. (Listius László Mohácsi Veszedelmének forrásai, Irodalomtörténeti Közlemények. 1906. évf.) A költészet terén sem tagadta meg magát: eredetiként adott közre olyan munkákat, melyeknek szerzője valójában nem ő volt.
Az irodalmi munkáival kapcsolatos elmarasztaló ítéletek mellett – amelyeket nagyban befolyásoltak a személye elleni súlyos (és nagyrészt valószínűleg igaz) vádak – voltak, akik elismerték Listius költői tehetségét, így például Radnóti Miklós, vagy Babits Mihály; később a jeles irodalomtörténész, Kovács Sándor Iván.

## Emlékezete
- Listi László életéről Szalay Károly szórakoztató történelmi regényt írt A sátán helytartója címmel (Nesztor 1995), mely 1999-ben német nyelven is megjelent a Mundus kiadó gondozásában, Der Statthalter des Satans címen
- Takács Tibor: Költő a vérpadon – boszorkánykirály: regény gróf Liszti László tragikus életéről Bába Kiadó, Szeged, 2003